# Lucie Dosedělová
Lucie Dosedělová (rozená Prosková, * 9. října 1986 Ústí nad Labem) je expertka na public relations, tisková mluvčí, bývalá novinářka a televizní reportérka. Působila v regionálních denících vydavatelství Vltava Labe Media, ve zpravodajství Televize Prima. Do konce roku 2022 byla tiskovou mluvčí Zoo Praha. Věnovala se také PR ve skupině Srovnejto, patřící Bauer Media Group.

## Život a kariéra
Vystudovala marketingovou komunikaci na Vysoké škole finanční a správní, diplomovou práci na téma Uvedení nového média a trh a jeho fungování - případová studie projektu Naše adresa obhájila v roce 2011, zpravodajský projekt Naše adresa také pomáhala zakládat.
Svou profesní kariéru začala jako redaktorka Mosteckého deníku pod vydavatelstvím Vltava Labe Media. V televizním vysílání začala pracovat jako reportérka zpravodajství Televize Prima. Poté se již věnovala PR a regionálnímu marketingu v Ústeckém kraji a byla krajskou tiskovou mluvčí. Za tuto práci byla také oceněna a získala ocenění nejlepší mluvčí v kraji a pozici finalistky ceny Mluvčí roku 2018, kterou tehdy spolupořádal PR Klub a APRA. Až do konce roku 2022 byla tiskovou mluvčí Zoo Praha. Ve stejném roce získala také stříbrné ocenění v anketě Mluvčí roku 2021. Byla také PR manažerkou a tiskovou mluvčí Skupiny Srovnejto, která se věnuje osobním financím a finanční gramotnosti.
Věnuje se propagaci, PR a komunikaci. Je lektorkou studijních programů Holky z marketingu a hostem odborných eventů, které se věnují právě public relations. V roce 2023 založila vlastní projekt Lepší projev, který se věnuje komunikaci, osobnímu PR a mluvení před kamerou.